# Пневы (гмина, Шамотульский повет)
Пневы (пол. Pniewy) — гмина (волость) в Польше, входит как административная единица в Шамотульский повет, Великопольское воеводство. Население — 11 917 человек (на 2004 год).

## Сельские округа
1. Хелмно
2. Дембина
3. Бушево
4. Шиманово
5. Дембожице
6. Якубово
7. Кармин
8. Киково
9. Конин
10. Конинек
11. Кошаново
12. Любочесница
13. Любосина
14. Любосинек
15. Пшистанки
16. Ноево
17. Подборово
18. Носалево
19. Орличко
20. Подпневки
21. Псарце
22. Псарске
23. Рудка
24. Турово
25. Зайёнчково
26. Заможе

## Соседние гмины
1. Гмина Хшипско-Вельке
2. Гмина Душники
3. Гмина Квильч
4. Гмина Львувек
5. Гмина Остроруг
6. Гмина Шамотулы
7. Гмина Вронки